# Allium dictyoprasum
Allium dictyoprasum är en amaryllisväxtart som beskrevs av Carl Anton von Meyer och Carl Sigismund Kunth. Allium dictyoprasum ingår i släktet lökar, och familjen amaryllisväxter. Inga underarter finns listade i Catalogue of Life.

## Bildgalleri

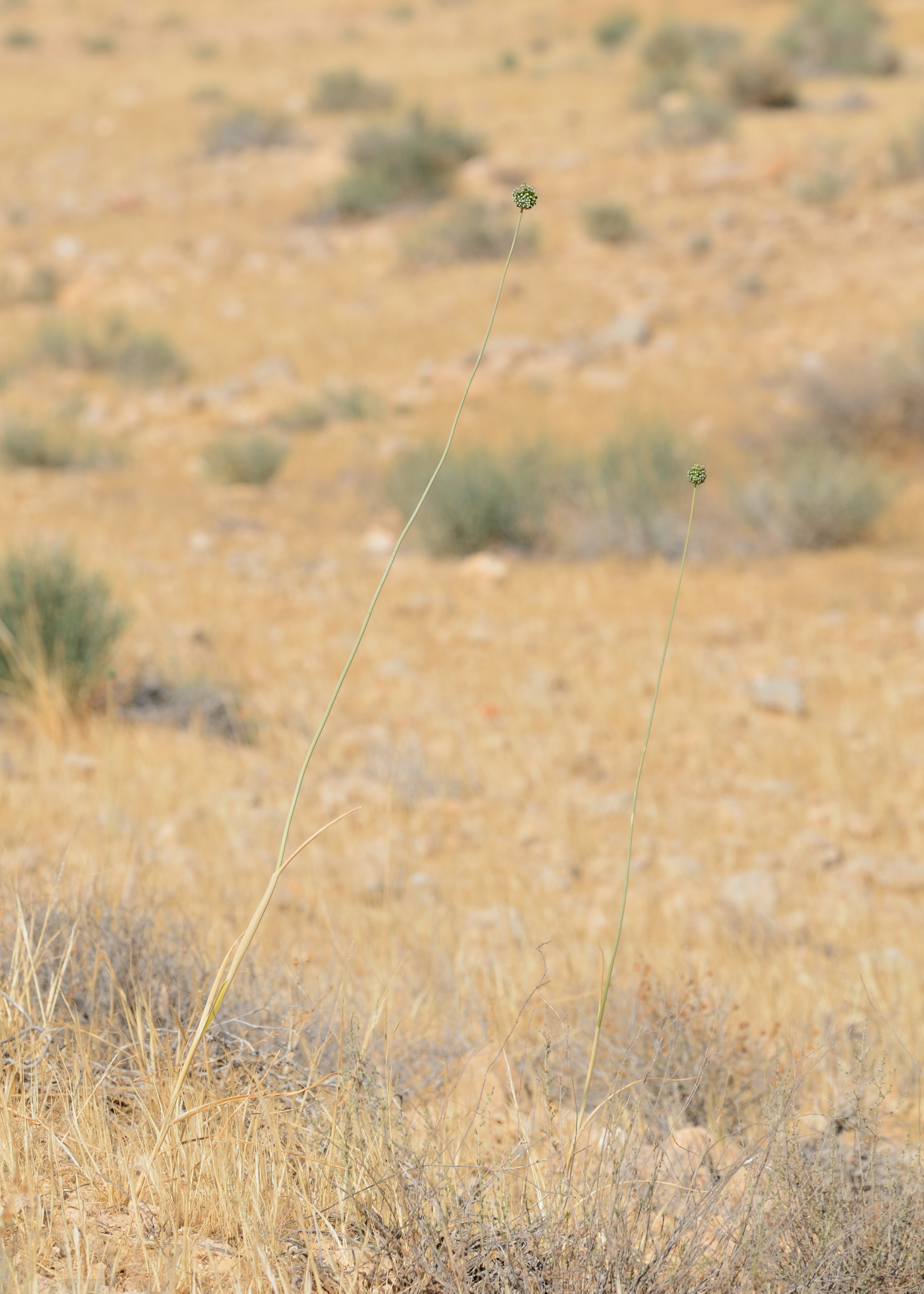
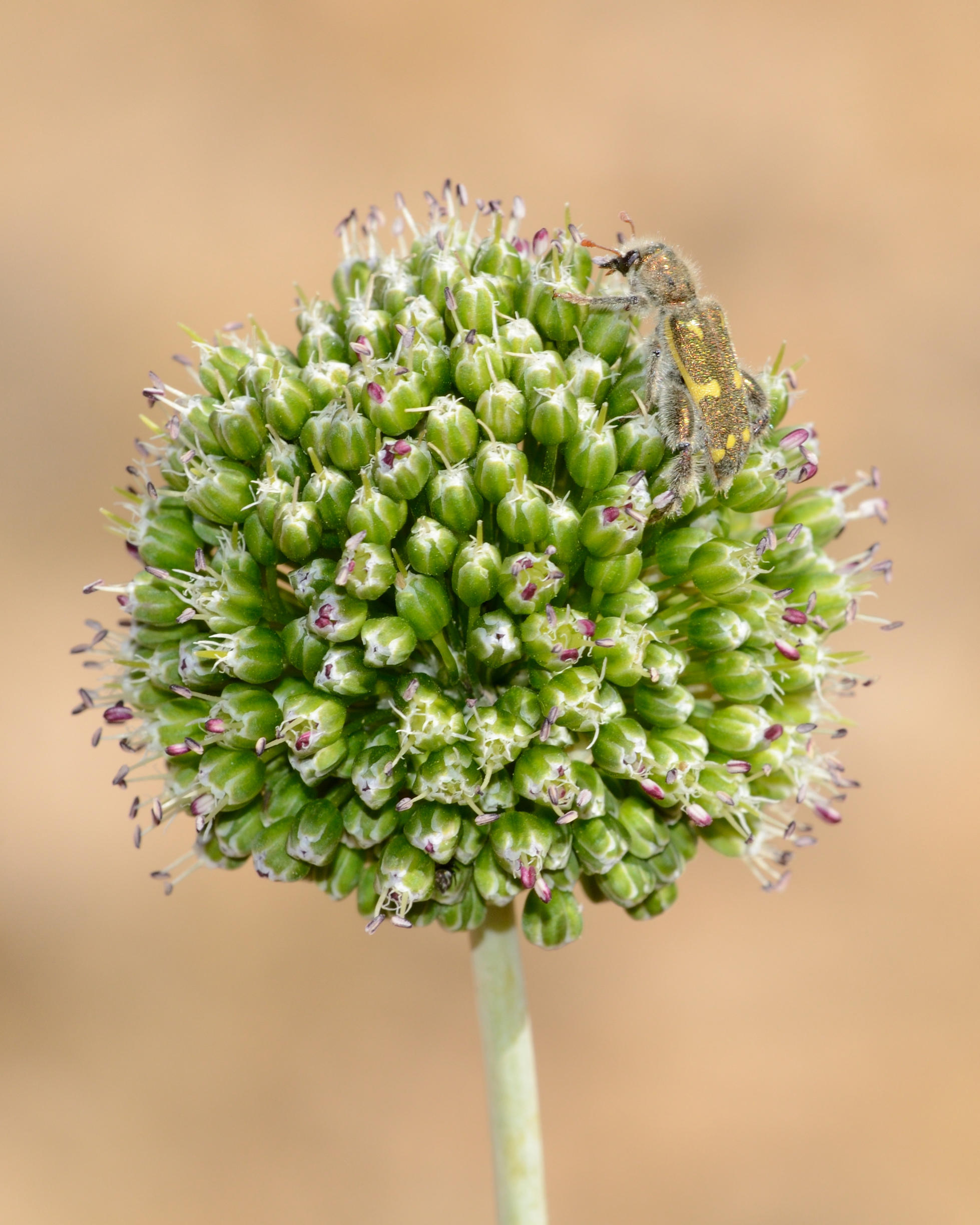